# Friedrich Olbricht
Friedrich Olbricht (Leisnig, 1888. október 4. – Berlin, 1944. július 21.) második világháborús német katonatiszt, tábornok, a Walküre hadművelet egyik fő résztvevője.

## Karrierje
Lengyelország 1939-es német megszállása során Olbricht a 24. Gyalogoshadosztály parancsnokaként szolgált, ezt követően kitüntették a Vaskereszt Lovagkeresztjével. 1940. február 15-én előléptették gyalogsági tábornokká. Később a Haderőhivatal (Allgemeines Heeresamt) parancsnokának nevezték ki, és a haderő főparancsnokságának tagjaként a fegyveres erők tartalékhivatalának (Wehrersatzamt) parancsnoki tisztségét is betöltötte. 

### Walküre hadművelet
1941–42 telén Olbricht kidolgozta a Walküre hadművelet nevű vezérkari tervet, amely látszólag egy belső, államellenes felkelés esetére nyújtott volna megoldást, a valóságban azonban egy puccskísérlet terve volt. Olbricht olyan, a rezsimet elítélő ellenállói kör részese volt, melynek tagjai voltak többek között Ludwig Beck vezérezredes, Carl Friedrich Goerdeler és Henning von Tresckow dandártábornok is, és az ő segítségükkel megpróbált kidolgozni egy tervet Adolf Hitler meggyilkolására és a náci hatalom megdöntésére. 1943-ban Claus von Stauffenberg ezredes lett a beosztottja a hivatalában, aki később kulcsfigurája lett a merényletkísérletnek. Stauffenberg feladata Hitler megölése volt, egy közelében elhelyezett bomba segítségével.
A merényletkísérlet napján, 1944. július 20-án Olbricht tábornok és Albrecht Mertz von Quirnheim ezredes elindították a Walküre hadműveletet, melynek során mozgósították a Tartalékhadsereget (Ersatzheer) annak parancsnoka, Friedrich Fromm tudtán kívül. A hivatalos közlemény szerint Hitler merénylet áldozata lett, az SS pedig puccsot akart végrehajtani, ezért elrendelték az SS valamennyi tisztjének letartóztatását. Nemsokára azonban kiderült, hogy a Stauffenberg által elhelyezett bomba nem ölte meg Hitlert, ennek hírére pedig a hatalomátvétel is akadozni kezdett. Ennek legfőbb oka valószínűleg az volt, hogy a szárazföldi csapatok nem tudták átvenni az irányítást a berlini rádióállomások felett, így nem volt ellenőrzésük a ki- és bemenő üzenetek felett. Hitler és tisztjei (köztük Wilhelm Keitel tábornok) így adásokat sugározhattak a Farkasveremből, ennek eredményeképpen pedig a puccskísérlet összeomlott, a náci felsővezetés néhány órán belül visszaszerezte az irányítást lojális csapatai segítségével.

### Letartóztatása és kivégzése
Este kilenc órakor a berlini helyőrség katonái letartóztatták Olbrichtot a Bendlerblock parancsnokságon található irodájában. Az este folyamán Friedrich Fromm vezérezredes rögtönzött hadbírósági ítélet keretében (feltehetőleg saját érintettségének leplezése végett) elrendelte Olbricht, Quirnheim, Stauffenberg és segédtisztje, Werner von Haeften sortűz általi kivégzését, ezzel szembemenve Hitler személyes parancsával, mely szerint az árulókat élve kell elfogni (feltehetőleg hosszabb és fájdalmasabb kivégzés várt volna rájuk). A kivégzésre nem sokkal éjfél után, a Bendlerblock udvarán került sor, Olbricht volt az első a négy katona közül, akin végrehajtották az ítéletet.

## Kitüntetései
- A Vaskereszt Lovagkeresztje; 1939. október 27., altábornagyként és a 24. Gyalogoshadosztály parancsnokaként.[10]
- Albert-rend
- Német Ezüst Kereszt

## Megjelenése a kultúrában
- A 2008-as Valkűr című filmben Bill Nighy játssza.

## Fordítás
- Ez a szócikk részben vagy egészben  a   Friedrich Olbricht című angol Wikipédia-szócikk ezen változatának fordításán alapul.  Az eredeti cikk szerkesztőit annak laptörténete sorolja fel. Ez a jelzés csupán a megfogalmazás eredetét és a szerzői jogokat jelzi, nem szolgál a cikkben szereplő információk forrásmegjelöléseként.